# Главна зграда Московског државног универзитета
Главну зграду Московског државног универзитета (руски Гла́вное зда́ние МГУ), коју је дизајнирао Лав Рудњев, је највиши облакодер од Седам сестара грађених стаљинистичком архитектуром у Москви. Користи се као седиште Московског државног универзитета Ломоносов.

## Карактеристике
Облакодер има 36 нивоа у централном делу и висок је 240 m (790 ft). На његовом крову (182 m (597 ft)) се налази спирала од 57 m која се завршава са 12 тона тешком петокраком звездом. Бочне куле су ниже од централног дела; две крила са спаваоницама од 18 и 9 спратова чине централни корпус комплекса.
Међу статуама које украшавају зграду је скулптура Вере Мухине која представља пар студената и статуа Николаја Томског која представља Михаила Ломоносова (1711-1765), оснивача Московског универзитета. Просторије универзитета покривају површину од око 1,6 квадратних километара. Комплекс је делимично реновиран 2000. године.
Главна зграда Московског државног универзитета није отворена за ширу јавност. Посетиоци изван универзитета морају да буду претходно најављени од стране њихових универзитетских домаћина и морају да поднесу свој домаћи руски пасош или међународни пасош да би ушли у просторије.

## Историја
Архитекта Борис Иофан се кандидовао на тендеру за пројекат облакодера 1947. године, али је посао додељен Лаву Рудњеву, јер је Иофан погрешио тиме што је ставио свој нацрт облакодера на граници Врапчева брда, локацији која је имала потенцијалну опасностима од клизишта. Рудњевје већ изградио важне објекте попут Војне академије Фрунзе (1932-1937) и Маршалских станова (1947), чиме је задобио углед Комунистичке партије. Поставио је зграду 800 m од литице. Руководилац инжењерског тима био је Всеволод Николаевич Насон.
Главни торањ, за којије искоришћено преко 40.000 тона челика за свој оквир и 130.000 кубних метара бетона, отворен је 1. септембра 1953 Са висином од 240 m, то је била 7. највиша зграда света, а такође и највиша у Европи. Европски рекорд је трајао до 1988. године, када га је надмашио торањ Месетурм . И даље је највиша образовна зграда на свету.
Московски универзитет је вероватно најпознатија зграда Лава Рудњева, за који је добио награду Стаљина 1949. године. Овај облакодер је инспирисао различите зграде у социјалистичким земљама, као што је Палата за културу и науку у Варшави, а такође и лого Летњих олимпијских игара 1980. године.